# Matthew Bellamy
Matthew James Bellamy (1978. június 9. –) angol zenész, zeneszerző, leginkább a Muse nevű angol alternatív rockegyüttes énekeseként, gitárosaként és zongoristájaként ismert.

## Gyermekkora
Bellamy apja, George az 1960-as években híressé vált együttes, a Tornados gitárosaként vált ismertté. Ők voltak az első angol együttes, akik az USA toplistáján első helyezést értek el a Telstar című dalukkal.
A Muse "Knights Of Cydonia" című száma egyfajta tisztelgés ez előtt a dal előtt.
Bellamy anyja, Marilyn Belfastban született, majd 1970-ben Angliába költözött. Bellamynak egy idősebb testvére van, Paul.
10 évesen kezdett el zongorázni, majd szülei válása után nagyanyjához költözött, aki arra biztatta, hogy játsszon gitáron is, immáron 13 évesen.

## Muse
A Muse történetét 1994-ig lehet visszavezetni. Ekkor alapította ugyanis Matthew Bellamy, Christopher Wolstenholme (basszusgitár és vokál) és Dominic Howard (dobok) a Rocket Baby Dolls nevű formációt. Miután megnyerték a "Battle of the Bands" címet viselő versenyt, elkezdték komolyan venni a zenélést.
A Muse tagjai a Teignmouth Community Collegeben találkoztak, Bellamy több formációnak is tagja volt már előtte, például a Carnage Mayhemnek vagy a Gothic Plague-nek Howarddal együtt. Nem sokkal később találkoztak Wolstenholme-mel, és megkérték, hogy csatlakozzon. Akkoriban dobolt és gitározott, de Bellamyék kedvéért megtanult basszusgitározni is. Akkoriban még nem volt nagy rajongótáboruk, de napjainkban már a világ legsikeresebb együttesei közé sorolják őket.[forrás?]
A Muse alternatív rockot, hard rockot, progresszív rockot és klasszikus zenét játszik, de elektronikát is kevernek bele, ismertek egyedi kombinációikról. Nagyon híresek a remek élő zenéjükről, koncertjeik zöme telt házas. 2007. június 6-án és 7-én is telt házas koncertet adtak a frissen felújított londoni Wembley Stadionban. Ők voltak az első együttes, akik meg tudták tölteni az új arénát.
7 lemezük jelent meg, Showbiz (1999), Origin of Symmetry (2001), Absolution (2003), Black Holes & Revelations (2006), The Resistance (2009), The 2nd Law (2012), Drones (2015), Simulation Theory (2018), és Will of The People címen.
Koncertfelvételeket is megjelentettek, ezek a Hullabaloo Soundtrack (2002) és a HAARP (2008).

## Felszerelése
Bellamy egyedi gitárokat használ, melyeket ő tervez, és Hugh Manson épít Devonban.
Több Manson gitárja is van, de azokon kívül van egy Fender Stratocasterje, egy Gibson Les Paul DC Lite-ja, a Plug In Babyhez készült videóklipben pedig egy Jay Turser JT-res Resonatort láthatunk a kezében. Van ezeken kívül egy Gibson SGje, egy Parker Flyja, egy Peavey EVH Wolfgangja, és végül egy Yamaha Pacificája.

## Kritika
Bellamy a Gigwise szavazásán a 19. helyen végzett, mikor minden idők 50 legjobb gitárosát kutatták. A Total Guitar olvasói szerint a Bellamy által írt Plug In Babyben minden idők 13. legjobb gitárriffje szerepel.
2005 áprilisában a Kerrang! magazin a világ 28. legszexisebb rockerének választotta, de ezt később módosították, így végül Bellamy 1. lett. Ezt a díjat 2003-ban és 2004-ben a Cosmopolitan olvasói is neki tulajdonították. Az NME-től is nyert díjat ilyen címmel, 2007-ben majd 2009-ben. Bellamy úgy kommentálta az eseményeket, hogy "ő túl alacsony, hogy szexi legyen" (mindössze 172 cm magas), szerinte Dominic Howardnak, a Muse dobosának kellett volna nyernie.
Szintén ez a magazin nevezte minden idők 14. legnagyobb rock and roll hősének, Bob Dylant és John Lennont is maga mögé utasítva!
A Muse még a legszexisebb zenekar címet is magáénak tudhatja.
Ezeken az elismeréseken kívül, a Total Guitar 2010-ben az új generáció Jimi Hendrixének nevezte, és megválasztotta az évtized gitárosának.
A Guinness Rekordok Könyvében is szerepel, 140 gitárt tört össze az Absolution idején, ezzel ő törte össze a legtöbbet egy turné alatt.
A BBC az elmúlt 30 év 3. legjobb gitárosaként tartja számon.

## Világnézete
Bellamy nyilatkozatai agnosztikus (Agnoszticizmus), deista (Deizmus) világnézetre utalnak.
Karrierje elején az ateizmus jeleit mutatta (ateizmus), erről tanúskodik több interjú, és dal is, példának okáért a Thoughts of a Dying Atheist. Egy interjúban azt nyilatkozta, hogy "Ateistának lenni annyit jelent, hogy felfogod, hogy amikor meghalsz, azzal vége. Megpróbálod kihozni az itt töltött időből a legtöbbet, befolyásolni az embereket, és emlékeket hagyni, ami egy gyereket, de dalokat is jelenthet".
2000-ben azt nyilatkozta, hogy Jézus anyja, Mária "igazán cool" lehetett, hogy miután megszülte a gyermekét, el tudta hitetni mindenkivel, hogy még mindig szűz. Bellamy elmondása szerint Jézus Krisztussal találkozna a legszívesebben.
Egy francia rock-csatorna (2006) interjújában Bellamy kijelenti: "Hiszek az univerzum Istenében, határozottan."
2007-ben azt is elmondta, hogy szerinte Isten létezhet, de pokolban vagy mennyországban aligha hisz.
Az általa vallott isten-kép a filozófiai Abszolútummal mutat rokonságot.

## Hangja
Bellamy hangja A2-től B♭4ig, falzettel pedig A5ig terjed.
Legmélyebben a Spiral Static című számban énekel.
Elmondása szerint legmagasabban a "Feeling Good"ban, a "Hyper Chondriac Music"ban és a "United States of Eurasia"ban énekel, ahol A4 ig emelkedik a mellkasi hangja.[forrás?]
Stúdiófelvételen a valaha elért legmagasabb hangot a Showbiz-ben énekli ki, amelyben G#5-nél jár, élőben pedig a Muscle Museum előadásánál még az A5-öt is elérte.[forrás?]
Egy orvosi vizsgálat szerint Bellamy hangszálai nagyon kicsik, innen ered a férfiaknál szokatlanul magas hangja. Régen ezért nagyon szégyellte magát, de már levetkőzte az ezzel járó gátlásait.[forrás?]

## Magánélete
Matt és volt barátnője egy bárban találkoztak, Milánóban. Egy 2007-ben adott interjúban Gaia Polloni elmondta, hogy akkor már 6 éve jártak, és 2 hónapja voltak jegyesek. Kapcsolatukban apróbb szünetek voltak, mivel a lány olasz. Bellamy végül úgy döntött, hogy ő is Olaszországba költözik. A Muse több dala is róla szól, például az USA-ban igen nagy sikereknek örvendő "Starlight". Matthew azonban a Muse egy berlini koncertjén a "Map of the Problematique" című dal szövegét "since I met you"-ról (mióta megismertelek) "since I lost you"-ra (mióta elveszítettelek) változtatta. Mint kiderült, azért mert a kapcsolatuk a végét járta. A pár végül 2009 decemberében szakított.
Bellamyt a Glastonbury Fesztiválon együtt látták Kate Hudson amerikai színésznővel. Már ekkor szárnyra kaptak a pletykák a kettőjük viszonyáról. Az énekes végül egy a The Sun magazinnak adott interjúban megerősítette hogy járnak. Nem sokkal később bejelentették, hogy Kate várandós. Fiuk, Bingham "Bing" Hawn Bellamy 2011. július 9-én született Los Angelesben.